# Tokke
Gmina Tokke (norw. Tokke kommune) – norweska gmina leżąca w regionie Telemark. Jej siedzibą jest miasto Dalen.
Tokke jest 106. norweską gminą pod względem powierzchni.

## Demografia
Według danych z roku 2005 gminę zamieszkuje 2463 osób. Gęstość zaludnienia wynosi 2,51 os./km². Pod względem zaludnienia Tokke zajmuje 306. miejsce wśród norweskich gmin.
| ludność stan na 1 stycznia 2005 |         |           |       |
|                                 | kobiety | mężczyźni | razem |
| osób                            | 1257    | 1206      | 2463  |
| %                               | 51,04%  | 48,96%    | 100%  |

| wykształcenie stan na 1 października 2004 |        |         |        |        |
|                                           | podst. | średnie | wyższe | niezn. |
| osób                                      | 487    | 1166    | 301    | 27     |
| %                                         | 24,58% | 58,86%  | 15,19% | 1,36%  |

## Edukacja
Według danych z 1 października 2004:
- liczba szkół podstawowych (norw. grunnskolar): 6
- liczba uczniów szkół podst.: 317

## Władze gminy
Według danych na rok 2011 administratorem gminy (norw. rådmann) jest Therese Hauger, natomiast burmistrzem (norw. ordfører, d. borgermester) jest Olav Seltveit Urbø.